# Merostachys pluriflora
Merostachys pluriflora är en gräsart som beskrevs av William Munro och E.G.Camus. Merostachys pluriflora ingår i släktet Merostachys och familjen gräs. Inga underarter finns listade i Catalogue of Life.